# 波兰人名
波兰人名由名字和姓氏两部分组成。在波兰，人名的使用与法律、宗教、个人喜好和家庭习俗等因素紧密相关。
波兰法律要求名字能够表明人的性别。几乎所有波兰女性名字都以元音a结尾，而大多数男性名字以辅音或除a之外的元音结尾。不过，也有一些以a结尾的男性名字，但这些名字非常古老且不常见，例如巴拿巴（Barnaba）、博纳旺蒂尔（Bonawentura）、雅雷马（Jarema）、科斯马（Kosma）、库巴（Kuba）和萨巴（Saba）等。
自中世纪盛期以来，以阳性后缀“斯基”（-ski）、“茨基”（-cki）或“兹基”（-dzki），以及相应的阴性后缀“斯卡/茨卡/兹卡”（-ska/-cka/-dzka）结尾的波兰语姓氏，都与什拉赫塔（波兰贵族）有关，在早期，只有贵族的名字才有这样的后缀，以表明区别。如今，这样的姓氏在波兰人民当中极为普及。
由于姓氏的起源地不同，因此同一姓氏在不同地区的拼写也可能存在细微差异。

## 名字
波兰儿童通常有一到两个名字；昔日对名字数量并无限制，而如今，波兰姓名登记机关规定登记的名字不得超过两个。在占据全国人口大多数的天主教徒当中，习惯上采用圣人的名字作为非正式的第三个名字，但不具备任何法律效力。
在波兰，父母在给孩子起名时，通常从一长串传统名字中选择，这些名字包含了大量的基督教人名和斯拉夫人名。斯拉夫圣徒的名字，如沃伊切赫（Wojciech，圣道博）、斯坦尼斯瓦夫（Stanisław，圣斯坦尼斯劳斯）或卡齐米日（Kazimierz，圣卡齐米日），则同时属于上述两个范畴。历史上波兰君主使用的斯拉夫名字也很常见，如波列斯瓦夫（Bolesław）、莱赫（Lech）、梅什科（Mieszko）、瓦迪斯瓦夫（Władysław）等。此外，一些源于立陶宛的名字，如奥尔吉尔德（Olgierd）、维托尔德（Witold）、达努塔（Danuta）等，在波兰也颇为流行。
传统上，人们会在洗礼时给孩子起名。牧师通常接受非基督教但有历史渊源的斯拉夫名字，但可能会鼓励父母至少选择一个基督教名字。过去，一个孩子会有两个基督教名字，这样其就有了两个主保圣人。在坚振礼上，人们通常会起另一个（第二个或第三个）基督教名字，但从不在教会文件之外使用。
在波兰东部，人们在圣徒纪念日庆祝命名日，这一点和其他许多天主教流行的国家相似；而在波兰西部，庆祝生日则更为流行。时至今日，在波兰东部，庆祝生日仍然属于相对私密的庆祝活动，因为通常只有亲戚和亲密的朋友知道一个人的出生日期。而命名日通常是与同事和其他不太亲密的朋友一起庆祝的。与命名日相关的信息可以在大多数波兰日历和互联网上找到。
名字的选择很大程度上受流行趋势的影响。许多父母用民族英雄的名字，或图书、电影或电视节目中的人物来给孩子命名。尽管如此，很多名字自中世纪起一直沿用至今。
指小词在波兰人的日常生活中很常见。大多数指小词都是通过添加后缀形成的。对于男性名字而言，一般以-ek或更亲切的-uś为指小词；对于女性名字，则以-ka或-nia/-dzia/-sia/cia等为指小词。例如，玛丽亚（Maria）有Marysia、Maryśka、Marysieńka、Mania、Mańka、Maniusia等指小词。
另外，口语中也可以使用指大词形式，此时通常带有轻蔑或蔑视的意图。例如，玛丽亚（Maria）有Marycha或Marychna等指大词。
与其他许多国家一样，波兰人也使用昵称。
2009年，波兰最常用的女性名字是安娜（Anna）、玛丽亚（Maria）和卡塔日娜（Katarzyna）；最常用的男性名字是彼得（Piotr）、克日什托夫（Krzysztof）和安德烈（Andrzej）。

## 姓氏
和欧洲大多数文化的姓氏一样，波兰人的姓氏也属于父系传承，即由父亲传给子女。
在波兰，结婚证上列有三项姓氏，即丈夫、妻子和子女的姓氏。夫妻双方可以选择保留自己的姓氏，也可以选择双方共用其中一方的姓氏，或者两者兼而有之。子女必须使用夫妻双方共同的姓氏或一方姓氏。不过，已婚妇女通常会使用丈夫的姓氏，子女通常使用父亲的姓氏。妻子可以保留自己的娘家姓（nazwisko panieńskie），也可以将丈夫的姓氏添加到自己的姓氏中，从而形成双重姓氏（nazwisko złożone）。但是，如果她已经有了双重姓氏，那么她必须省略其中一部分，因为根据波兰法律，使用三重或更多重姓氏是违法的。不过，也有例外情况，即其中一个姓氏由正式姓氏和附加名（przydomek）组成，例如，在“玛丽亚·加西尼卡·丹尼尔-萨特科夫斯卡”（Maria Gąsienica Daniel-Szatkowska）这一女性名字当中，“加西尼卡·丹尼尔”（Gąsienica Daniel）是其丈夫的姓氏。丈夫也可以采用妻子的姓氏或将妻子的姓氏添加到自己的姓氏中，例如商人齐格蒙特·索洛日-扎克就同时采用了这两种做法：他在第一次婚姻中采用了妻子的姓氏，再婚后又加上了第二任妻子的姓氏。
波兰最常见的姓氏是诺瓦克（Nowak）、科瓦尔斯基（Kowalski）、维斯尼夫斯基（Wiśniewski）和沃伊契克（Wójcik）。

### 后缀“斯基/斯卡”（-ski/-ska）
“斯基”（-ski，在其他地区也为 -sky）是形容词后缀，源自原始斯拉夫语“ьskъ”，表示与某事物的从属关系。它也用于领地和定居点的名称，表示所属或来源地。其阴性形式为“斯卡”（-ska）。自中世纪盛期以来，后缀“斯基/斯卡”一直仅限于东欧和中欧部分地区的贵族使用。它相当于贵族名字中的贵族姓氏助词，例如德语中的“冯”（von）或“楚”（zu）。几乎所有带有“斯基”后缀的贵族姓氏的前半部分均为地名。例如，波兰贵族塔尔努夫的扬，其波兰语名字为“Jan z Tarnowa”，但同样以“Jan Tarnowski”的名字为人所知；这突出了他的贵族身份，而单独的介词“z”则可以被理解为常规介词。
进入19世纪以来，波兰民间兴起了使用贵族化的姓氏的浪潮，大量城市资产阶级乃至农民都采用了以“斯基”结尾的姓氏。这一时期，人们往往在自己的职业、特征、父亲的名字、祖籍地、出生地或者现居地的名称后加上“斯基”作为自己的姓氏。这一趋势使得新创造的“斯基”姓氏与既有的“斯基”姓氏之间的界限愈发模糊。因此，与当今流行的误解相反，一个人的姓氏中仅仅带有“斯基”后缀或仅仅与波兰贵族成员共享相同的“斯基”姓氏，本身并不表示此人也是贵族成员、具有贵族血统或确实与该特定家族有联系。
当指代同一个家族和姓氏的两个或两个以上的成员时，后缀-ski（或-cki、-dzki）会被替换为复数形式-skich、-scy、-ccy或-dzcy（复数阳性或兼具阳性和阴性）以及-skie、-ckie或-dzkie（复数阴性）。
“斯基”结尾和类似的形容词结尾（-cki、-dzki、-ny、-ty）是波兰语中仅有的具有阴性形式的词尾，而女性的姓氏则以“斯卡”（或-cka、-dzka、-na、-ta）结尾。历史上，波兰女性姓氏的构成更为复杂，通常通过为已婚女性姓氏添加后缀-owa和为未婚女性姓氏添加后缀-ówna或-wianka来形成，但随着时代变迁，这种做法如今已被视为过时或粗俗。